# Nancy Moss
Nancy Moss, alijas Nevenka Vuković, književnica, filozofkinja i humanistkinja, rođena je u Beogradu 15. Juna 1964. godine. Odrasla je u Lučanima, u kojima je još u detinjstvu stekla ljubav prema umetnosti, kulturi i duhovnosti. Studije filozofije završila je u Beogradu, nakon čega je radila kao profesor istorije, filozofije, logike i građanskog obrazovanja. Nevenka Vuković je unuka srpske heroine Višnje Mosić. 

## Romani, predstave i nagrade
U Drugoj kragujevačkoj gimnaziji je formirala biblioteku, ispred koje je krajem 90-tih godina 20. veka organizovala kulturne manifestacije za građanstvo. Autorka je romana humanističke orijentacije: „Kaži čovek“, „Prostitutka“, „Nebesko-srpski roman o Lučanima“. Zapažene su njene zbirke pesama „Približavanje“ i „Imaginarni jezik“,. Napisala je preko 100 predgovora i pogovora, scenario dramske predstave „Otvori oči“ i filma „Košmar“.
Objavila je preko 200 jedinica književnih i likovnih prikaza, 30 filozofskih eseja i jedne samostalne izložbe slika – portreta nastalih kao rezultat bavljenja antropologijom i karakterologijom (Kragujevac, Studentski kulturni centar, 1997) i bila je urednik rubrike za filozofiju u časopisu „Znamen“. Dobitnca je relevantnih nagrada za književnost, među kojima je prestižna “Disovo proleće”, 1984. godine.

## Aktivnosti i projekti
U oblasti empirijske etike je obavila oko 300 istraživanja. Aktivno je učestvovala u reformi školstva do 2003. godine, nakon čega otpočinje putovanje kroz egzistencijalne dimenzije, menja mesto boravišta i posvećuje se neposrednom radu sa žrtvama trgovine ljudima. Od 2010. godine je na čelu Centra za kulturu i obrazovanje „Identitet“.
Osnovala je Filantropski dom kome su svojstveni: refleksija zajedništva, udruživanja, interferencije i ostalih premisa integriteta, u čijem okrilju se formiraju novi stavovi bez predrasuda i strereotipa i dolazi do razvoja filantropije. U “Sobi dobrote”, koja je sastavni deo fizičkog i edukativnog prostora “Filantropskog doma”, u altruističkim stremljenjima koja nije samo stvar norme, već i empirijske etike, dolazi do istinskog zbližavanja i logistike za manjine. Stavovi i vrednosti formirani u „Sobi dobrote“ su postali paradigma suživota u multietničkoj i multinacionalnoj sredini.
„Antistres učionica“ jedan je od zapaženih projekata koji je realizovala u osnovim školama, odnosio se na sveobuhvatni razvoj deteta, a omogućio je pristup alatkama koje nastavnici dobijaju i prenose roditeljima, kako bi roditelji mogli da ih koriste prilikom osnaživanja dece za primenu zdravih stilova života, razvoj različitih vrednosti i sticanje socio-emocionalne kompetencije i odgovornog odnosa prema zdravlju.
Kroz realizaciju projekta „Od socijalne barijere do etike roda“ naglašava rodnu misiju i ističe da stalno treba podsećati i pozivati na odgovornost sve subjekte koji imaju uticaj na pojedinačnu i kolektivnu svijest i ne zatvarati oči pred rodnim disbalansom, pred slučajevima nasilja nad decom i ženama i pred lošom implemantacijom zakona koji se odnose na zaštitu od nasilja.
Pokrenula je rad Savetovališta “Šansa za čast i pobedu” za bivše osuđenike. Savetovalište koristi inovativni pristup u pružanju postpenalne pomoći, a postpenalna pomoć kao oblik tretmana doprinosi ostvarivanju principa humanosti i šansi koju bivši osuđenici dobijaju nakon izlaska iz zatvora. Projektna ideja se razvila na osnovu analize psiholoških karakteristika ličnosti bivših osuđenika, kao i na osnovu istraživanja o socijalnom i egzistencijalnom položaju bivših zatvorenika.
Koordinirala je projektom „Lična karta dostojanstva“, kao i mnogim drugim projektima koji se odnose na slobodu ličnosti, razvoj morala, solidarnost, empatiju i smisao života.

## Spisak dela
Aktuelna su djela Nancy Moss koja se odnose na ljudsku suštinu i tajne postojanja, a daju jasne odgovore na pitanja savremenog čoveka:
- Pasoš besmrtnosti / Passport Of Immortality (2021)
- Nikad niko nije umro / Nobody Ever Died (2020)
- Lako je smršati / It's Easy to Lose Weight (2020)
- Nebesko-srpski roman o Lučanima (2011)
- Kaži čovjek (2007)
- Prostitutka